# Kaneohe
Kaneohe è un census-designated place degli Stati Uniti d'America, nella contea di Honolulu, nello Stato delle Hawaii.